# Футбольна війна
Футбо́льна війна́ (англ. Football War, ісп. Guerra del Fútbol) — короткочасний збройний конфлікт між Сальвадором і Гондурасом, який тривав 4 днів (з 14 до 18 липня 1969 року). Світова преса тих часів спрощено показувала її причини, повідомляючи, що війна начебто спалахнула внаслідок футбольного матчу відбіркового етапу Чемпіонату світу з футболу, у якому збірна Сальвадору перемогла збірну Гондурасу, що й дало війні її назву.
Попри нетривалість, конфлікт обійшовся сторонам досить дорого; спільні людські втрати становили понад 2000 осіб. Війна звела нанівець регіональний інтеграційний проєкт Центральноамериканського Спільного Ринку.

## Передумови і причини

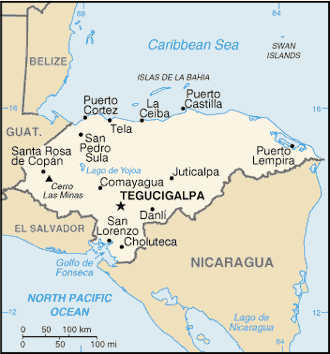
Розташування країн

Безпосередньою причиною війни була давня суперечка щодо точного розташування деяких відрізків спільного кордону. Гондурас також був обурений істотними торговельними перевагами, що їх було надано розвиненішій сальвадорській економіці згідно з правилами організації Центральноамериканського Спільного Ринку. Обидві країни зазнавали значних економічних труднощів, обидві керувалися військовими; обидва уряди намагалися відвернути увагу населення від нагальних внутрішньополітичних і економічних проблем.
Сальвадор — найменша за площею й найгустіше заселена країна Центральної Америки — мав розвиненішу економіку, але відчував гострий брак придатних для обробітку земель. До того ж, більшість земель у Сальвадорі контролювалася великими землевласниками, що загострювало «земельний голод» і призводило до міграції безземельних селян до сусіднього Гондурасу.
Гондурас — країна значно більша за територією, не так густо заселена і гірше розвинена з економічної точки зору. У 1960 році вже більше 300 тис. сальвадорців переселилися до Гондурасу в пошуках вільних земель і заробітків. Багато хто з них на цей час вже мешкав у країні багато років. Більшість мігрантів прибувала до країни незаконно, захоплюючи нічийні землі та починаючи їх обробляти; такі самовільні поселенці не мали жодних прав на землю, окрім своєї фізичної присутності на ній.
Для Гондурасу саме по собі земельне питання не мало великого значення, але перспектива засилля й домінування сальвадорців в економіці спричиняла значне обурення в суспільстві. Протягом 1960-х років правила Центральноамериканського Спільного Ринку надавали перевагу економікам розвиненіших країн регіону, тобто Сальвадору і Гватемалі. Бурхливе зростання в Гондурасі кількості приватних підприємств, власниками яких були сальвадорці (найпомітніше у зростанні кількості взуттєвих крамниць) в очах пересічних громадян Гондурасу було яскравим свідченням економічної відсталості їхньої країни. Таким чином, проблема сальвадорських самовільних поселенців, хоча й не дуже значна з економічної точки зору, була дуже уразливою для гондураських націоналістів, які вважали, що за економічним домінуванням справа обов'язково дійде й до територіальної експансії, і гондурасці перетворяться на чужинців у власній країні.

## Ескалація конфлікту
Напруження у двосторонніх відносинах поступово посилювалось протягом двох років, які передували конфлікту. Режим гондураського президента Освальдо Лопеса Арельяно (1963—1971) зазнавав значних економічних і політичних труднощів і вирішив зробити з самовільних сальвадорських поселенців зручного офірного цапа. У січні 1969 року уряд відмовився продовжити дію складеної 1967 року двобічної угоди з Сальвадором про імміграцію. У квітні він оголосив намір позбавити власності й вислати з країни тих, хто придбав землю впродовж аграрної реформи, не подавши відповідно до закону достатніх доказів того, що він є громадянином Гондурасу за народженням. У засобах масової інформації була започаткована кампанія з пояснення росту безробіття і зниження заробітної платні напливом працівників-іммігрантів з Сальвадору.
Наприкінці травня з Гондурасу до перенаселеного Сальвадору потягнувся потік позбавлених власності переселенців. Зображення біженців і їх розповіді заповнили сторінки сальвадорських газет і екрани телевізорів. Почали циркулювати чутки про насилля, яке чинять гондураські військові під час вислання мігрантів. Напруженість у відносинах між двома країнами наближалася до критичної точки.
Державні та соціальні служби Сальвадору не справлялися з потоком вигнаних з землі біженців; у суспільстві зростало незадоволення, що загрожувало перетворитися на соціальний вибух. Довіра до уряду падала; успіх у конфлікті з Гондурасом допоміг би йому повернути собі народну підтримку. Війна мала б зруйнувати Центральноамериканський Спільний Ринок, але сальвадорський уряд був на це згоден: за його оцінками організація і так була близька до розпаду внаслідок проблеми торговельних переваг, війна лише прискорила б неминуче.

## Напередодні війни
Інцидент, що спровокував відверті військові дії і дав війні назву, відбувся в червні 1969 у Сан-Сальвадорі. Протягом місяця футбольні команди сусідніх країн повинні були зіграти три матчі за вихід до фінального турніру Чемпіонату світу з футболу 1970 року. Вболівальники бешкетували ще під час першого матчу в Тегусігальпі, але під час другого матчу в Сан-Сальвадорі вони набули загрозливого розмаху. У Сальвадорі побито гондураських футболістів і вболівальників, розлючений натовп спалював гондураські прапори; у відповідь Гондурасом прокотилася хвиля нападів на сальвадорців, жертвами якої навіть стали двоє сальвадорських віце-консулів. Внаслідок нападів загинула чи була поранена невизначена кількість сальвадорців, десятки тисяч були змушені тікати з країни. Емоції розпалилися вкрай, у пресі обох країн почалася справжня істерія. 27 червня 1969 року Гондурас розірвав з Сальвадором дипломатичні відносини.
14 липня сальвадорські збройні сили почали узгоджені військові дії проти Гондурасу.

## Воєнні дії

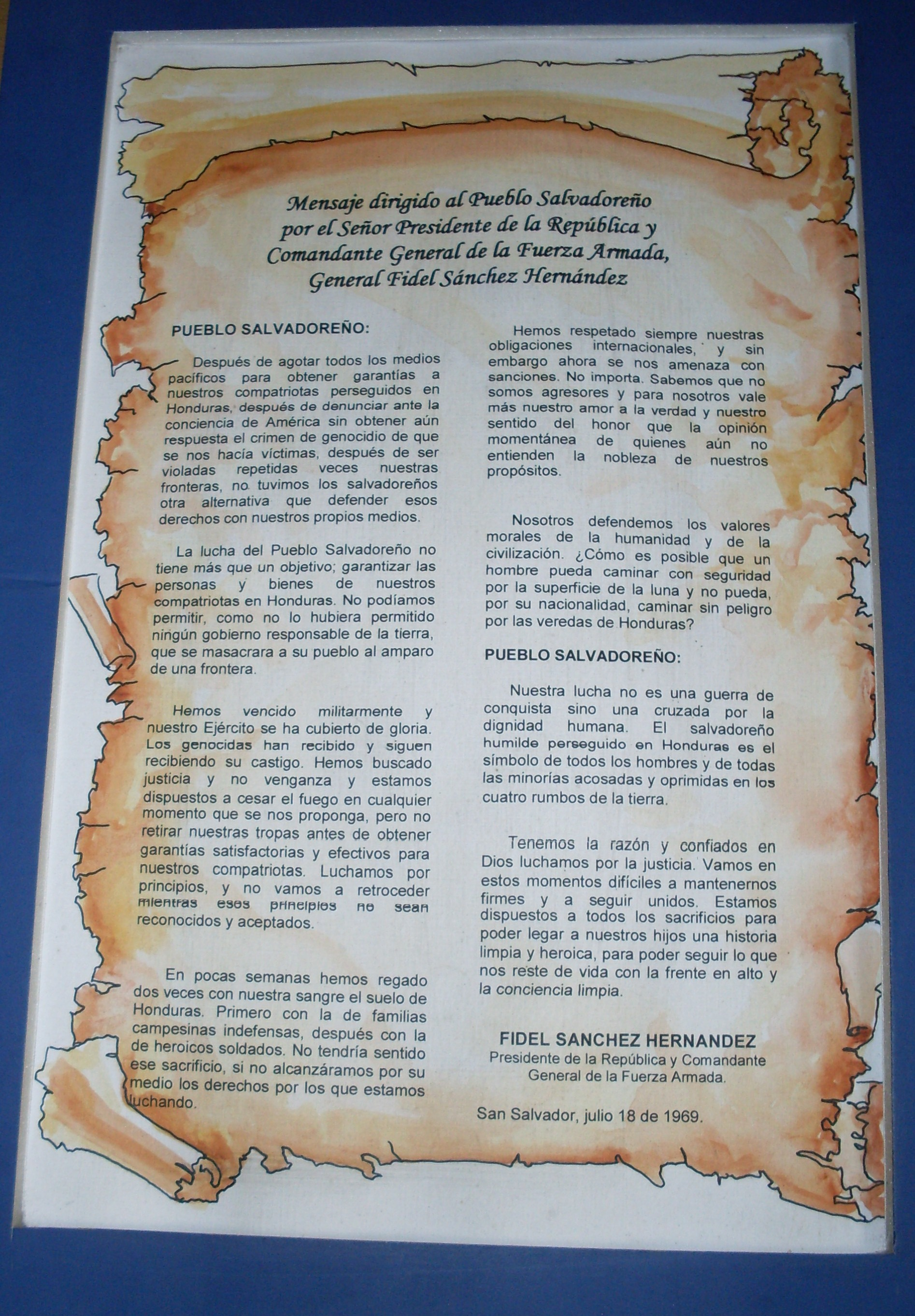
Указ сальвадорського президента від 18 липня про припинення вогню

Сальвадорські ВПС завдали ударів по цілях у Гондурасі, армія почала наступ вздовж основних доріг, що з'єднували дві країни, а також проти гондураських островів у затоці Фонсека. Спочатку наступ розвивався успішно для Сальвадору. 15 липня сальвадорська армія, численніша й краще озброєна, ніж супротивна їй гондураська, просунулася на 8 км і захопила столицю департаменту Нуева Октотепек. Однак після цього наступ захлинувся через брак пального й боєприпасів. Головною причиною браку пального були вдалі дії гондураських повітряних сил, які, окрім знищення слабкіших сальвадорських ВПС, значно пошкодили сальвадорські нафтосховища.
Наступного дня після початку війни було скликано надзвичайну сесію Організації Американських Держав, що закликала до припинення вогню й виведення сальвадорських військ з території Гондурасу. Протягом кількох днів Сальвадор відмовлявся пристати на заклики ОАД, вимагаючи, щоб спочатку Гондурас погодився на виплату репарацій за напади на сальвадорських громадян та гарантував безпеку сальвадорцям, що залишилися в Гондурасі. Припинення вогню узгоджено 18 липня; повністю вогонь припинено 20 липня. До 29 липня Сальвадор відмовлявся вивести війська, однак зрештою погодився їх відвести в перших числах серпня. До такого рішення його схилили, з одного боку, погрози запровадження економічних санкцій з боку ОАД, а з іншого — її пропозиції з розміщення в Гондурасі спеціальних представників ОАД з контролю за безпекою сальвадорських громадян. Активні бойові дії тривали всього чотири дні, однак мирний договір між двома країнами було складено лише за десять років.

## Роль авіації

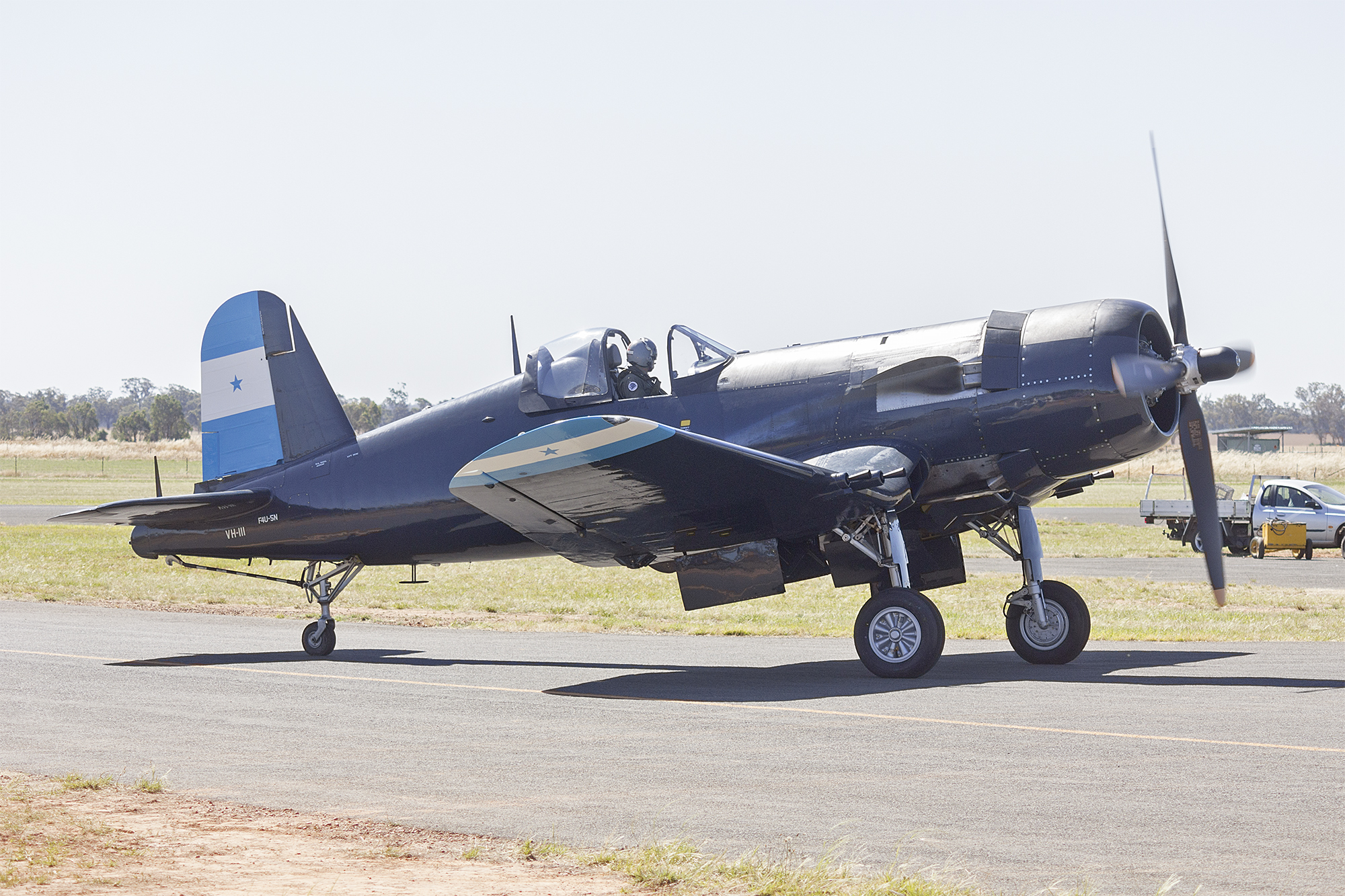
Vought F4U Corsair, тип літака, який використовувався під час війни.

Футбольну війну часто згадують як останній конфлікт, у якому брали участь ґвинтові літаки з поршневими двигунами. Обидві сторони використовували американські літаки часів Другої світової війни. Бойові вильоти здійснювали P-51 «Мустанг», F4U «Корсар», T-28 «Троян» і навіть переобладнані в бомбардувальники «Дуглас DC-3». Становище сальвадорських ВПС було таке жахливе, що бомби доводилося скидати вручну через ілюмінатори.

## Наслідки війни
Фактично війну програли обидві сторони. Від 60 до 130 тис. сальвадорців вигнано чи змушено тікати з Гондурасу, що призвело до економічного колапсу в деяких областях. Під час конфлікту загинуло понад 2000 осіб, переважно мирних жителів. Торгівля між країнами повністю припинилася, а кордони закрито, що зашкодило обом економікам і перетворило Центральноамериканський Спільний Ринок у суто паперову організацію.
Політичний вплив військових зріс після війни в обох країнах. На виборах до парламента Сальвадору майже усі кандидати від керівної Партії Національного Примирення були військовими. Проте військовий уряд виявився неспроможним успішно розв'язувати економічні проблеми, пов'язані з появою тисяч депортованих з Гондурасу громадян в перенаселеній країні. Окрім того, уряд утратив економічний «запобіжний клапан», яким досі була нелегальна еміграція до Гондурасу; знову різко загострилось земельне питання. Виникле внаслідок цього соціальне напруження було однією з причин громадянської війни, що спалахнула в країні в 1981 році.

## Результати футбольних матчів
- 6 червня 1969, Тегусігальпа, Гондурас. Гондурас — Сальвадор 1:0 (0:0 в першому таймі).
- 15 червня 1969, Сан-Сальвадор. Сальвадор — Гондурас 3:0 (всі м'ячі забиті в першому таймі).
- Матч плей-офф, 27 червня, Мехіко, Мексика. Сальвадор — Гондурас 3:2 в додатковий час (перший тайм 1:2, другий тайм 2:0).